# Teófana (esposa de Romano II)
Teófana (Theophano), anteriormente chamada Anastácia (Anastaso), foi uma imperatriz-consorte bizantina. Ela foi a nora de Constantino VII Porfirogênito, esposa de Romano II e de Nicéforo II Focas, amante de João I Tzimisces e mãe de Basílio II Bulgaróctono, Constantino VIII e da princesa Ana Porfirogênita, que se casaria com o grão-príncipe de Quieve Vladimir. Teófana teve um papel preponderante na política bizantina do século X, servindo inclusive como regente de seus filhos enquanto eram menores.

## Tornando-se imperatriz
Teófana nasceu de origem grega laconiana na região da Lacônia, no Peloponeso, possivelmente na cidade de Esparta. Ela originalmente se chamava Anastácia, ou, mais intimamente, Anastaso e era filha de um taberneiro pobre chamado Craterus. O príncipe-regente Romano se apaixonou por volta do ano 956 e se casou com ela. Após o casamento ela foi rebatizada como Teófana, em homenagem a Teófana, a imperatriz santa da dinastia macedônica.
Ela foi acusada de ter envenenado seu sogro, o imperador bizantino Constantino VII (em cumplicidade com seu marido, Romano). Constantino morreu em 959, mas de uma febre que durara diversos meses, sem sintomas de envenenamento. A dependência de Romano dos conselhos e apoio de sua esposa permitiram que ela dominasse o império durante seu curto reinado.

## Parceria com Nicéforo Focas
Em 15 de março de 963, o imperador Romano II morreu inesperadamente com a idade de apenas 25 anos. Novamente, Teófana foi acusada de envenená-lo, embora ela nada tivesse a ganhar e tudo a perder com isso. Seus filhos Basílio II Bulgaróctono e Constantino VIII eram os herdeiros do trono e Teófana foi nomeada regente. Porém, ela percebeu que para assegurar o poder ela precisaria alinhar seus interesses com os do general mais poderoso da época, Nicéforo II Focas. Como o exército já havia proclamado-o como imperador em Cesareia, Nicéforo entrou em Constantinopla em 15 de agosto, debelou a resistência de José Bringas (um eunuco palaciano que havia se tornado o principal conselheiro de Romano) em sangrentas batalhas urbanas e, em 16 de agosto, ele foi coroado em Santa Sofia. Em seguida, ele se casou com Teófana, legitimando assim o seu reino se casando "com" a dinastia macedônica.
O casamento se mostrou controverso, pois Nicéforo já era o padrinho de um mais dos filhos de Teófana, o que colocava o casal numa relação proibida pela Igreja. Porém, a relação foi relutantemente reconhecida. Assim, mesmo antes de esta questão ter sido revelada, o patriarca Polieucto de Constantinopla baniu Nicéforo de beijar o santo altar até que ele fizesse uma penitência por seu segundo casamento antes. Sobre a questão do apadrinhamento dos filhos de Teófana, ele convocou um concílio que declarou que, como as regras sobre o assunto haviam sido promulgadas pelo iconoclasta Constantino V Coprônimo, elas eram nulas e inválidas. Polieucto não aceitou o concílio como legítimo e excomungou Nicéforo, afirmando que ele não desistiria enquanto Nicéforo não se livrasse de Teófana. Como resposta, Bardas Focas e outra pessoa testemunharam que Nicéforo não era de fato o padrinho de nenhum dos filhos de Teófana, depois do que Polieucto cedeu e permitiu que Nicéforo retornasse para a comunhão da Igreja mantendo Teófana como esposa.

## Traição
Porém, não muito depois, ela se tornou amante de um jovem e brilhante general, João Tzimisces. Eles logo começaram a conspirar contra Nicéforo. Ela preparou o assassinato e João e seus amigos realizaram o feito na noite entre 10 e 11 de dezembro de 969. O imperador agora era João I Tzimisces (969-976).

## Queda
Porém, Teófana calculou muito mal suas chances de se tornar a esposa do novo imperador. O finado Nicéforo encontrou seu vingador na pessoa do patriarca Polieucto, que estava determinado a punir o crime. Ele exigiu que João se arrependesse e punisse os assassinos (seus amigos e aliados) e que expulsasse Teófana da corte. João foi forçado a se submeter aos pedidos do patriarca para ser autorizado a entrar novamente na igreja e ser coroado imperador.
Teófana foi primeiro enviada para o exílio na ilha de Príncipe (também chamada de Prote). Porém, logo depois, ela reapareceu novamente na capital procurando asilo em Santa Sofia, de onde, porém, ela foi removida à força e condenada ao exílio na distante Armênia. Antes disso, os enviados do imperador permitiram que ela falasse uma última vez com João que, surpreendentemente, permitiu-lhe uma conferência. Uma vez ali, porém, ele foi vilipendiado de todas as formas pela antiga imperatriz, que então fisicamente atacou um secretário do imperador. E, de acordo com Gibbon, ela confessou a ilegitimidade de seu filho Basílio II Bulgaróctono e também o atacou verbalmente enquanto ele permanecia, impávido, aceitando o reinado de seu (em breve) tio, João Tzimisces.
É possível que após a ascensão de seus filhos ao trono, ela tenha retornado a Constantinopla.

## Filhos
Teófana e Romano II tiveram pelo menos três filhos:
1. Basílio II Bulgaróctono, futuro imperador;
2. Constantino VIII, futuro imperador;
3. Ana Porfirogênita, que se casou com Vladimir I de Quieve.

Já se sugeriu que Teofânia Escleraina, a consorte Otão II, seria a quarta filha do casal. Pesquisas recentes mantém que o pai dela era, na verdade, Constantino Esclero (Κωνσταντίνος Σκληρός), irmão do usurpador Bardas Esclero (Βάρδας Σκληρός), e sua mãe seria Sofia Focaina (Σοφία Φώκαινα - "da família Focas"), sobrinha de Nicéforo II Focas.